# Carine Risch
Carine Risch (* 1960) ist eine ehemalige luxemburgische Tischtennisspielerin, die in den 1970er und 1980er Jahren international aktiv war. Sie nahm an fünf Weltmeisterschaften und vier Europameisterschaften teil.

## Werdegang
In den 1980er Jahren gewann Carine Risch 22-mal bei den nationalen luxemburgischen Meisterschaften, nämlich siebenmal im Einzel, elf Mal im Doppel und viermal im Mixed. Von 1977 bis 1985 nahm sie an fünf Weltmeisterschaften teil, kam dabei aber nie in die Nähe von Medaillenrängen. 1981 siegte sie in Trier beim Deutschland-Cup.
Carine Risch spielte bei den luxemburgischen Vereinen Cado Lampertsberg und Aischen, ehe sie 1981 zum deutschen Verein Post SV Düsseldorf in die Bundesliga wechselte. In der Saison 1982/83 war sie beim ATSV Saarbrücken aktiv, danach bis 1985 bei Weiß-Rot-Weiß Kleve.
Im September 1985 heiratete sie den luxemburgischen Fußballnationalspieler Armin Krings, mit dem sie zwei Kinder hat. 1985 erklärte sie den Rücktritt vom internationalen Sport. Danach war sie noch bei den luxemburgischen Vereinen Cado Lampertsbierg, Esch Palette und Stroossen (in einer Herrenmannschaft) aktiv. Insgesamt viermal war sie Sportlerin des Jahres.
Heute (2017) arbeitet sie als Beamtin bei Mercedes-Luxembourg.